# 塞耶紅娘魚
塞耶紅娘魚，為輻鰭魚綱鮋形目牛尾魚亞目角魚科的其中一種，分布於西印度洋海域，棲息深度50-115公尺，體長可達10.4公分，為底棲性魚類，屬肉食性。

## 擴展閱讀
維基物種上的相關：塞耶紅娘魚